# Nikolaï Kouznetsov (cyclisme)
Pour les articles homonymes, voir Nikolaï Kouznetsov et Kouznetsov.
Nikolaï Kouznetsov (né le 20 juillet 1973 à Léningrad) est un coureur cycliste russe. Sur piste il a notamment été médaillé d'argent de la poursuite par équipes aux Jeux olympiques de 1996.
Il est le fils d'Alexander Kuznetsov, coureur et entraîneur de cyclisme, et de la cycliste Galina Tsareva. Sa sœur,  Svetlana Kuznetsova est joueuse de tennis. Elle a notamment remporté l'US Open en 2004 et Roland-Garros en 2009.

## Palmarès sur piste

### Jeux olympiques
- Barcelone 1992
  - 6e de la poursuite par équipes
- Atlanta 1996
  -  Médaillé d'argent de la poursuite par équipes

### Championnats du monde
- 1991
  -  Champion du monde de poursuite par équipes juniors

### Coupe du monde
- 1997
  - 1er de la poursuite par équipes à Cali
  - 1er de la poursuite par équipes à Trexlertown
- 1998
  - 3e de la poursuite par équipes à Berlin
  - 3e de la poursuite par équipes à Hyères

## Palmarès sur route
- 1996
  - 1re et 5e étapes du Tour de Tarragone
  - Gran Premio San Lorenzo
- 1997
  - 2e étape du Cinturón a Mallorca
  - 2e du Trophée Guerrita